# Zgodovinska trgovska dvorana, Freiburg
Zgodovinska trgovska dvorana (nemško Historisches Kaufhaus) je ena najizjemnejših stavb v Freiburg im Breisgauu. Stoji na južni strani Minsterskega trga (trg okoli Freiburškega minstra). Izstopa zaradi svoje dominantne rdeče fasade.

## Zgodovina
Prva mestna trgovska dvorana v Freiburgu je bila zgrajena v 14. stoletju kot carinarnica. Stala se je na ulici Schusterstraße in je bila prvič omenjena v uradnem dokumentu leta 1378. Stavba je v sedanji obliki ohranila vse od leta 1520. Takrat je bil zadnji del prvotne stavbe razširjen in je postal nova fasada, obrnjena proti trgu in Freiburškemu minstru. Stavba je bila dokončana leta 1532. Arhitekt stavbe ni znan, domneva pa se, da je bil Lienhardt Müller (iz Ettlingena).
V poznejših letih je trgovska dvorana doživela več predelav. Leta 1550 je bil dodan balkon, leta 1744 je bilo treba trgovsko dvorano zaradi poškodb zaradi bombe obnoviti, leta 1814 je bila spremenjena fasada, leta 1884 pa je bila stavba prenovljena po takrat prevladujočem okusu. Leta 1924 so bile spremembe iz leta 1884 razveljavljene. Njeno sodobno stanje sega v obdobje obsežne prenove, ki jo je doživela leta 1988.
Od leta 1946 do 1947 je stavba služila kot pisarna Beratende Landesversammlung (predhodnika badenskega parlamenta, ki je imel nalogo sestaviti badensko ustavo). Od leta 1947 do 1951 je zgodovinska trgovska dvorana služila kot zakonodajna stavba za južnobadensko deželo.

## Opis
Osebna stavba s škrlatno barvo in obsežno dekoracijo stoji s svojim napuščem proti Münsterplatzu. Visoko streho z dvema podstrešnima nadstropjema obdajajo stopničasti dvokapni zatrepi. Zunaj so štiri arkade z dostopnim balkonom, obrnjenim proti Münsterplatzu, privlačna značilnost stavbe. V pritličju se skozi vrata vstopi v dvorano, ki se odpira na notranje dvorišče. Ta dvorana je za javnost odprta le ob posebnih priložnostih. Nad dvorano je ena soba, ki zavzema celotno zgornje nadstropje. Prostor ima tako imenovana obokana zavesna okna v poznogotskem slogu, ki se odpirajo na trg. Na zunanji strani stavbe obokana zavesna okna obdajata dva nežna, poligonalna erkerja z barvnimi ploščicami. Pročelje stavbe krasijo skulpture in grb Habsburške hiše, ki jih je med letoma 1520 in 1531 izklesal Hans Sixt von Staufen. Vse skulpture imajo baldahin in prikazujejo Maksimilijana I., Filipa I. Kastiljskega, Karla V. in Ferdinanda I.. Kipi so replike, saj so originali shranjeni v Basler Hofu, stran od vremenskih vplivov. Pet emblemov pod vsakim od erkerjev prikazuje ozemeljske oblasti, ki so pripadale Habsburški hiši.
- Maximilian I.
- Filip I. Kastiljski
- Karel V.
- Ferdinand I.

Najpomembnejši prostor je Cesarjeva dvorana (Kaisersaal), ki še vedno služi kot prestižno prizorišče in sprejme do 350 ljudi. Dvorana ima poslikan štukaturni strop. Na steni visijo portreti naslednjih dostojanstvenikov: vladarjev Habsburške hiše - Franca I., svetega rimskega cesarja in njegove žene Marije Terezije, Jožefa II., svetega rimskega cesarja in njegove žene princese Izabele Parmske ter Franca II., svetega rimskega cesarja. Cesarjeva dvorana ima tudi vitraje. Kljub pomembnosti Habsburške hiše soba ni bila poimenovana po avstrijskih cesarjih, temveč po Viljemu I., nemškem cesarju, ki je tam večerjal med inavguracijo Siegesdenkmala leta 1876.
Od leta 1776 je do Cesarjeve dvorane mogoče dostopati po stopnišču iz sosednje Redoutenhaus (stavbe, kjer so potekali plesi in maškarade). V prvem nadstropju nekdanje Solne hiše (Salzhaus) je preddverje Cesarjeve dvorane. V drugem nadstropju so prostori Freiburškega društva za zgodovino (Geschichtsvereins Schau-ins-Land). Leta 1878 je notranjost zasnoval Fritz Geiges. Otvoritveni sestanek Društva za badensko kulturo (Landesverein Badische Heimat) je prav tako potekal v zgodovinski trgovski dvorani Freiburga. V delu trgovske dvorane, ki je obrnjen proti ulici Schusterstraße, sta dva manjša prostora, ki sta v prvem nadstropju in se lahko uporabljata tudi za prireditve; Kaminzimmer sprejme do 90 ljudi in ima impresiven kamin iz 15. stoletja, rokokojska soba (Rokokosaal) pa sprejme do 70 ljudi.